# 2022年西爪哇地震
2022年西爪哇地震是指2022年11月21日发生于印尼西爪哇省的一场地震。该次地震震中位于6°51′11″S 107°05′42″E / 6.853°S 107.095°E，震级为MW 5.6，震源深度约10千米。
截至2022年12月15日，地震已导致602人死亡、7,729人受傷，5人失蹤。

## 发震背景
由于处于印度洋板块和欧亚板块动力碰撞的影响区，印度尼西亚被广泛地认为是地震多发的国家。印度洋板块以约50至70mm/yr的速度向东北方向运动，与欧亚板块碰撞汇聚于班达弧，形成了巽他—爪哇海沟，并在爪哇和苏门答腊陆块之间形成了绵延3,000千米的断裂带和活火山群。
本次地震震中接近爪哇岛南部海域的构造边界，历史上该地区地震活动频繁。除本次地震外，历史上，该地区曾还发生过1943年中爪哇地震、1994年爪哇地震和2004年印度洋大地震等多次灾害性地震。其中，2004年12月发生在印度洋东部的MS 8.7级大地震是这一海域有观测记录以来，发生的规模最大的地震，也是有史以来震级最高的地震之一。有地震学家指出，印度洋东部洋域本身具备的海洋深度、断层上下错动的特征十分有利于巨大海啸的发生，因而该地域具有很高的地震与海啸危险性。